# Cantó de La Rochelle-7
El cantó de La Rochelle-7 és un cantó francès del departament del Charente Marítim, al districte de La Rochelle. Compta amb part de la comuna de La Rochelle.

## Història
| Data d'elecció                           | Identitat            | Partit | Qualitat |
| ---------------------------------------- | -------------------- | ------ | -------- |
| 1985-2001                                | Jacques Robert       | PS     |          |
| 2001-                                    | Jean-Pierre Mandroux | PS     |          |
| les dades anteriors no són pas conegudes |                      |        |          |
|                                          |                      |        |          |